# جيرالد إلزه
جيرالد إلزه (بالإنجليزية: Gerald Else)‏ هو عالم لغوي كلاسيكي أمريكي، ولد في 1 يوليو 1908 في ريدفيلد في الولايات المتحدة، وتوفي في 6 سبتمبر 1982 في تشابل هيل في الولايات المتحدة.